# Drosophila adamisa
Drosophila adamisa är en tvåvingeart som beskrevs av Chassagnard och Léonidas Tsacas 1997. Drosophila adamisa ingår i släktet Drosophila och familjen daggflugor.
Artens utbredningsområde är Malawi. Inga underarter finns listade i Catalogue of Life.